# Синдикалізм
Синдикалізм (англ. syndicalism) — концепція економічної системи, яка гіпотетично замінить капіталізм, на профспілково-політичний рух, який передбачає, що робітники, промислові підприємства та організації систематизуються в конфедерації або синдикати.
На думку прихильників синдикалізму, профспілки є потенційним засобом для знищення трудової аристократії і управління суспільством в інтересах інформованої і навченої більшості, через профспілкову демократію. Промисловість в синдикаліській системі повинна регулюватися через кооперативні конфедерації і взаємну допомогу. Місцеві синдикати можуть вести зносини з іншими синдикатами через Bourse du Travail  (обмін праці), який буде колективно визначати розподіл біржових товарів.
Тактика здійснення цього соціального устрою зазвичай викладається анархо-синдикалізмом. Анархо-синдикалісти закликають до розвитку навичок самоуправління і солідарності через самоорганізацію в повсякденній боротьбі за покращення життєвих умов і розширення прав найманих робітників, проти зазіхань капіталу і держави, проводячи страйки, бойкоти, демонстрації, саботажі та інші подібні акції протесту.

## Історія
Синдикалізм зародився в кінці 19-го століття. Як такої батьківщини синдикалізму ми не знаємо, але ця ідея майже одночасно зародилася у кількох європейських державах — Іспанії, Франції, Італії та Швейцарії, країн Латинської Америки, де, окрім великих підприємств, активно розвивалися і доморобні підприємства, а також у тих країнах була велика дрібна буржуазія. Одною з головних течій синдикалізму у той момент був анархо-синдикалізм, створений теоретиками Жорж Сорель та Юбер Лагардель.
Розквіту синдикалізм набув у 20-му столітті, адже багато робітників вже у той час розчарувалися у напрямку дій соціалістичних та соціал-демократичних партій. Згодом власну систему синдикалізму із примішкою корпоративізму, названу націонал-синдикалізмом, придумали італійські фашисти, які ввели цю систему в Італії підчас свого правління, яку потім перейняли іспанці, заснувавши партію «Іспанська фаланга».

## Вчені про синдикалізм
Людвіг фон Мізес, видатний представник Австрійської школи економіки, так описує механізми синдикалізму:
Синдикалізм, так само як й соціалізм, має на меті подолання відокремлення працівників від засобів виробництва, тільки відбувається це іншим шляхом. Не всі працівники стануть власниками всіх засобів виробництва; ті, хто працює в певній галузі чи на певному підприємстві, або працівники, зайняті в цілій галузі виробництва, отримають у власність засоби виробництва, які використовуються в ній.

Якщо синдикалістська реформа має означати щось більше, ніж простий перерозподіл виробничих благ, тоді вона не може дозволити зберегтися капіталістичним відносинам власності на засоби виробництва. Вона повинна вилучити з ринку виробничі блага. Окремі громадяни не повинні розпоряджатися належними їм частками в засобах виробництва; адже за синдикалізму вони пов’язані з особою власника набагато тісніше, ніж у ліберальному суспільстві.

## Синдикалізм в Україні
Синдикалізм в Україні має довгу історію, яка почалася в XIX столітті. Перші профспілки в Україні були створені в 1860-х роках, і вони швидко поширилися по всій країні.
У 1873 році в Києві була створена перша загальноукраїнська профспілка - Київська поліграфічна робітнича асоціація. Ця асоціація об'єднувала робітників поліграфічної галузі і вела боротьбу за кращі умови праці та заробітну плату.
У 1890-х роках синдикалізм в Україні набув нового розвитку. У цей період були створені нові профспілки, зокрема в металургійній, гірничій та текстильній галузях.
У 1905 році в Україні відбулася перша революція. Профспілки відіграли важливу роль у цій революції, вони організовували страйки та інші протести проти царського уряду.
Після поразки революції 1905 року уряд царської Росії розпочав репресії проти профспілок. Багато профспілкових активістів були заарештовані або вбиті.
У 1917 році в Росії відбулася революція, яка призвела до падіння царського уряду. Профспілки в Україні відіграли важливу роль у цій революції, вони організовували страйки та інші протести проти царського режиму.
Після встановлення радянської влади в Україні профспілки були підпорядковані державі. Вони використовувалися для контролю над робітниками і для пропаганди комуністичних ідей.
У 1930-х роках радянський уряд розпочав масові репресії проти профспілок. Багато профспілкових активістів були заарештовані або вбиті.
Після розпаду СРСР профспілки в Україні знову стали незалежними. Однак вони зіткнулися з низкою проблем, зокрема з низьким рівнем членства та конкуренцією з боку неформальних трудових об'єднань.
Сьогодні профспілки в Україні продовжують вести боротьбу за кращі умови праці та заробітну плату для робітників. Вони також відіграють важливу роль у політичному житті країни.

## Ідеї, які базуються на синдикалізмі
- Анархо-синдикалізм
- Соціал-синдикалізм
- Націонал-синдикалізм